# Paul Loicq Award
Der Paul Loicq Award ist eine Auszeichnung der Internationalen Eishockey-Föderation IIHF, der seit 1998 jährlich an die Person vergeben wird, die sich durch ihr Wirken um das internationale Eishockey oder den Weltverband IIHF verdient gemacht hat. Der Gewinner der Auszeichnung wird jährlich mit den Neuaufnahmen in die IIHF Hall of Fame bekanntgegeben.
Der Preis ist nach dem Belgier Paul Loicq benannt, der von 1922 bis 1947 Präsident der Internationalen Eishockey-Föderation war.

## Preisträger
| Jahr | Name                      |
| ---- | ------------------------- |
| 1998 | Wolf-Dieter Montag        |
| 1999 | Roman Neumayer            |
| 2000 | Wsewolod Kukuschkin       |
| 2001 | Isao Kataoka              |
| 2002 | Pat Marsh                 |
| 2003 | George Nagobads           |
| 2004 | Aggie Kukulowicz          |
| 2005 | Rita Hrbacek              |
| 2006 | Bo Tovland                |
| 2007 | Bob Nadin                 |
| 2008 | Juraj Okoličány           |
| 2009 | Harald Griebel            |
| 2010 | Lou Vairo                 |
| 2011 | Juri Koroljow             |
| 2012 | Kent Angus                |
| 2013 | Gord Miller               |
| 2014 | Mark Aubry                |
| 2015 | Monique Scheier-Schneider |
| 2016 | Nikolai Oserow            |
| 2017 | Patrick Francheterre      |
| 2018 | Kirovs Lipmans            |
| 2019 | Jim Johannson             |
| 2020 | Zoltán Kovács             |
| 2023 | Kimmo Leinonen            |
| 2024 | Anatolij Breswin          |
| 2025 | Jon Haukeland             |